# Eupithecia pseudoabsinthiata
Eupithecia pseudoabsinthiata är en fjärilsart som beskrevs av Leo Schwingenschuss 1953. Eupithecia pseudoabsinthiata ingår i släktet Eupithecia och familjen mätare. Inga underarter finns listade i Catalogue of Life.